# أكيمي أوكامورا
أكيمي أوكامورا (岡村明美 أوكامورا أكيمي) هي مؤدية أصوات يابانية ولدت في 12 مارس 1969 في طوكيو.

## أدوارها في الأنمي

### مسلسلات أنمي تلفزيونية
- ون بيس - نامي، سو، فينسموك يونجي (أيام الطفولة)
- محققو أكاديمية كلامب - نوكورو إيمونوميا
- موشيشي - كاجي
- الآن وبعدئذ، هنا وهناك - شو
- لافلي كومبليكس - ريسا كويزومي
- غريت تيتشر أونيزوكا - آنكو أويهارا
- خيميائي الفولاذ: فل ميتال ألكيميست - بانينيا
- هاجيمي نو إيبو - ريكو ميكامي
- جانباريد مارتش - ماي شيبامورا
- فتاة التخاطر ران - رينا إيسوزاكي
- دي جرايمان - كلوديا
- أميرة القناديل - مايايا
- قطاع التسوق السحري أبينوباشي - ساياكا إيماميا، البعبع القزم
- إكس-من - والدة هيساكو إيتشيكي
- شاكوغان نو شانا - ماتيلدا سانتومير
- شاكوغان نو شانا III(Final) - ماتيلدا سانتومير
- كاليميرو (1992) - بريسيلا
- عهد الأصدقاء - بيانكا
- ساكورا تايسن - كاسومي فوجي
- ميكاكوسيتي أكتورز - شيون
- البلدة في غيابي - والدة كايو هينازوكي
- بوكيمون - فلوريندا
- بوكيمون إكس/واي - ليندسي
- الإيداتين في جيل السلام - رين
- نانا - ناو كوماتسو

### أوفا أنمي
- تيلز أوف سيمفونيا ذي أنيميشن: سيلفارانت - شينا فوجيباياشي
- تيلز أوف سيمفونيا ذي أنيميشن: تيثيالا - شينا فوجيباياشي
- تيلز أوف سيمفونيا ذي أنيميشن: اتحاد العوالم - شينا فوجيباياشي
- حروب ساكورا: أزهار الكرز المتفتحة الرائعة - كاسومي فوجي
- حروب ساكورا: أزهار الكرز المتألقة الرائعة - كاسومي فوجي
- ساكورا تايسن: ذكرى تقاعد سوميري كانزاكي - كاسومي فوجي

### أفلام أنمي
- ون بيس (2000) - نامي
- ون بيس: مغامرة الجزيرة الآلية - نامي
- ون بيس: مملكة تشوبر في جزيرة الحيوانات الغريبة - نامي
- ون بيس: مغامرة الطريق المسدود - نامي
- ون بيس: السيف المقدس الملعون - نامي
- ون بيس: البارون أوماتسوري والجزيرة السرية - نامي
- ون بيس: جندي قلعة كاراكوري الآلي - نامي
- ون بيس: أميرة الصحراء والقراصنة - نامي
- ون بيس: معجزة الساكورا في الشتاء - نامي
- ون بيس فيلم: سترونغ وورلد - نامي
- ون بيس 3D: مطاردة قبعة القش - نامي
- ون بيس فيلم Z - نامي
- ون بيس فيلم غولد - نامي
- ون بيس ستامبيد - نامي
- بوركو روسو - فيو
- حروب ساكورا: الفيلم - كاسومي فوجي

## أدوارها في ألعاب الفيديو
- تيلز أوف سيمفونيا - شينا فوجيباياشي
- تيلز أوف سيمفونيا: دون أوف ذا نيو وورلد - شينا فوجيباياشي
- ون بيس: غراند باتل - نامي
- ون بيس: إنطلاق طاقم القراصنة! - نامي
- ون بيس: بايريت واريورز - نامي
- ون بيس: بايريت واريورز 2 - نامي
- ون بيس: أنليميتد وورلد ريد - نامي
- ون بيس: بيرنينغ بلاد - نامي
- ون بيس: وورلد سيكر - نامي
- فاير إمبلم أويكينينغ - إيميرين، هنري
- سلسلة ألعاب ساكورا تايسن
  - ساكورا تايسن - كاسومي فوجي
  - هاناغومي تايسن كولمنز - كاسومي فوجي
  - ساكورا تايسن 2: إياك والموت - كاسومي فوجي
  - ساكورا تايسن 3: هل باريس تحترق - كاسومي فوجي
  - ساكورا تايسن 4: فلتقعن في الحب يا أيتها الفتيات - كاسومي فوجي
  - ساكورا وورز: سو لونغ، ماي لاف - كاسومي فوجي

## وصلات خارجية
- أكيمي أوكامورا على موقع IMDb (الإنجليزية)
- أكيمي أوكامورا على موقع ألو سيني (الفرنسية)
- أكيمي أوكامورا على موقع ميوزك برينز (الإنجليزية)
- أكيمي أوكامورا على موقع قاعدة بيانات الفيلم (الإنجليزية)
- أكيمي أوكامورا على موقع ANN person (الإنجليزية)